# Together (法国乐队)
Together是一支法国浩室音乐二人组合，由DJ Falcon和蠢朋克成员托马斯·本高特组成。二人于2000年和2002年在本高特自己的唱片公司Roulé发行了两首歌曲：So Much Love to Give和Together。

## 乐队历史
Falcon首次与本高特合作是在Falcon初次在本高特的厂牌 Roulé上发行他的首张EPHello My Name Is DJ Falcon时。Falcon回忆起他们的生日只相隔一天；因此 本高特选择了中间的一天一起创作一首歌，尽管他们跳舞的时间比创作的时间多。
歌曲Together于2000年发行，Together乐队的第二首歌曲So Much Love to Give于2002年发行。2003年1月，该单曲的在英國單曲排行榜上排名第71位（归功于托马斯·本高特和DJ Falcon创作而不是Together组合）。So Much Love to Give包含The Real Thing乐队的Love's Such a Wonderful Thing的歌曲样本，该样本在整首歌曲中重复出现。Freeloaders在其2005年的单曲So Much Love to Give中也使用了相同的样本的歌曲标题，费德·勒格朗也在其歌曲So Much Love中使用了该样本。
艾瑞克·普茲的歌曲Call on Me有时会被误认为是组合Together发行的，因为它使用了史蒂夫·温伍德1982年的歌曲Valerie。DJ Falcon在一次采访中表示，他和本高特多年前就曾采样过Valerie，并将其用于DJ表演，尽管各家媒体都要求发行此曲，但并未打算将其作为单曲发行。

歌曲Together的音乐元素后来出现在 蠢朋克2007年现场演出的返场表演中。它与Stardust的歌曲Music Sounds Better with You以及蠢朋克的曲目Human After All、One More Time和Aerodynamic混配。返场表演的录音收录在现场专辑Alive 2007的双碟版中。演出和专辑都重新激发了人们对这首歌的兴趣。
2013年，本高特和Falcon与盖-马努尔·德霍曼-克里斯托合作制作了蠢朋克曲目Contact，收录在专辑超时空记忆中。

## 作品集

### 单曲
- "Together" (2000年)
- "So Much Love to Give" (2002年)